# Duma thébská

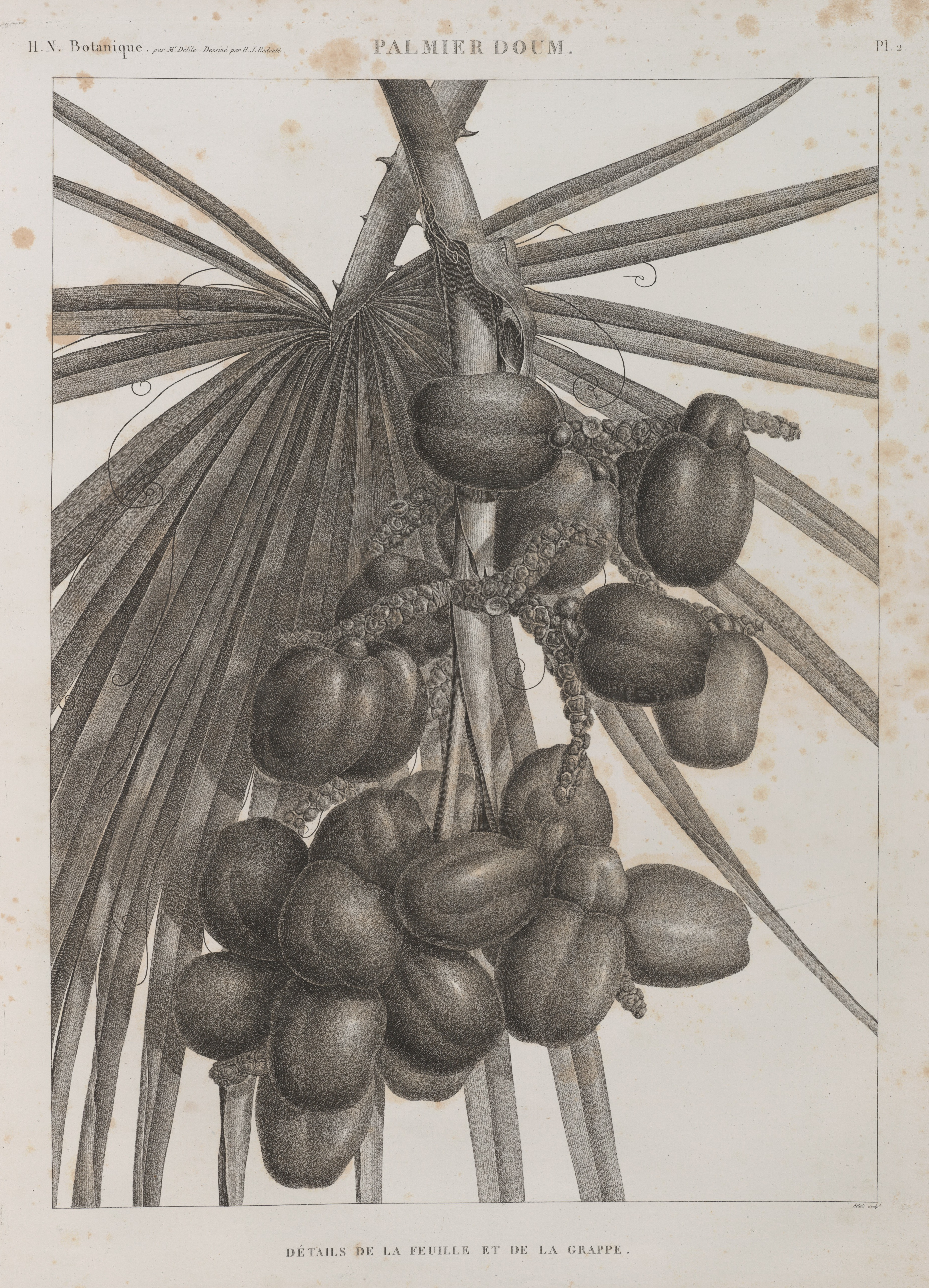
Nákres dozrávajících plodů

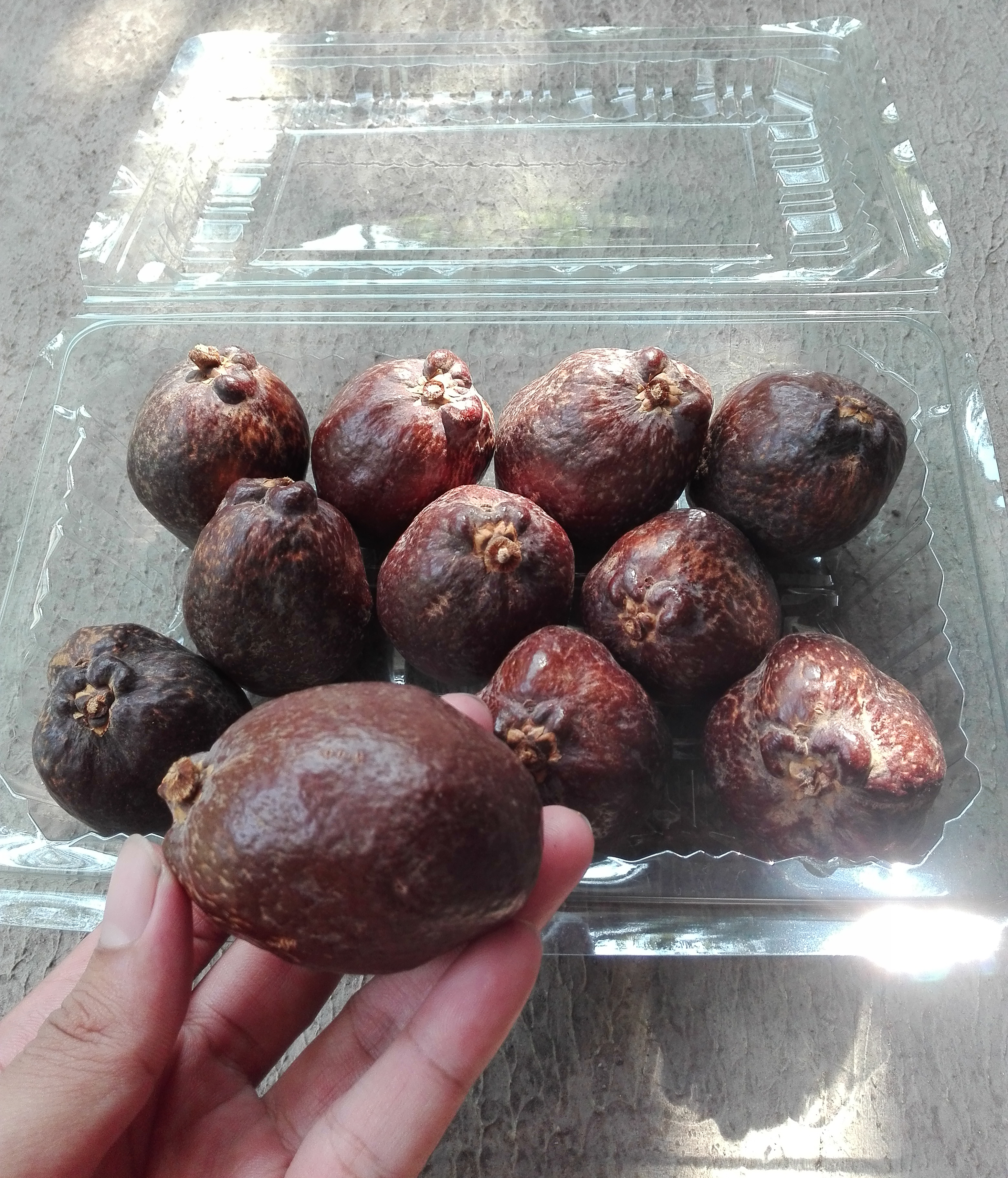
Zralé plody

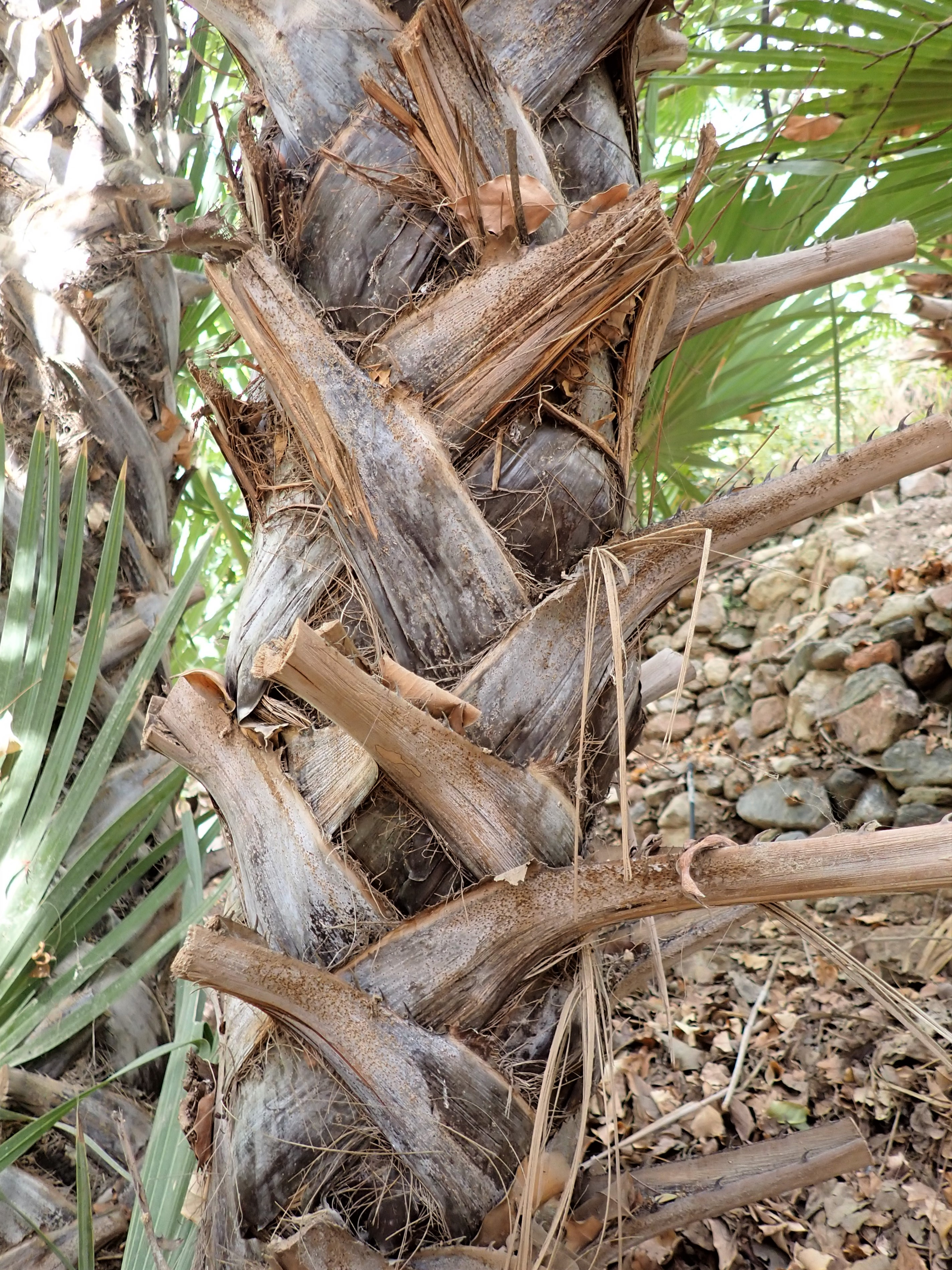
Kmen se suchými pochvami

Duma thébská (Hyphaene thebaica) je dvoudomá palma vyskytující se v polosuchých oblastech. Její kmen se nejčastěji již od spodu rozděluje do dvou a více větví, dorůstá do průměrné výšky 10 m a samičí rostliny plodí asi 6 cm jedlé plody s tvrdým endokarpem. Je považována za mimořádně užitečný strom pro oblasti s aridním podnebím.

## Ekologie
Je přizpůsobená k růstu v suchých až polopouštních oblastech s průměrnými ročními srážkami jen 100 až 600 mm, ale pokud je půda dobře drenážována roste i na místech s vyššími, obvykle se vyskytuje až do nadmořské výšky 1400 m n. m. Zpravidla se nalézá v údolích řek, v oázách, na loukách i v lesích, většinou na lehkých půdách s pH od 6,5 po 7,5. Poměrně dobře odolává ohni, snáší krátkodobý pokles teploty k 0 °C, preferuje místa s průměrnou roční teplotou nad 28 °C, roste i v mírně slané půdě, nesnáší však zamokřená stanoviště se stojatou vodou. Potřebuje plné oslunění, neporoste ve stínu. Přítomnost stromu je považována za indikátor dobré půdy s vysokou hladinou spodní vody.
Kvetení u dumy thébské obvykle nastává v druhé polovině období dešťů, květy se opylují anemoganicky. Plody dozrávají za osm až dvanáct měsíců po opylení, mladé rostliny prvně plodí ve věku šesti až osmi let, tisíc suchých plodů váží asi 50  kg, čerstvých zhruba dvojnásobek. Počet chromozomů 2n = 36.

## Rozšíření
Určit původní místa výskytu je u této palmy složité, neboť je ekonomicky významným druhem a byla tradičně vysazována již dávnými lidskými populacemi. Za její původní areál je proto považována oblast jihozápadní Asie, Arabský poloostrov, téměř celá severní subtropická Afrika a africké tropické území převážně na sever od rovníku.
Prokazatelně byla Duma thébská po objevení Ameriky druhotně rozšířena do Nizozemských Antil v Karibiku.

## Popis
Dvoudomá palma s vidličnatě větveným kmenem s tmavě šedou kůrou, který se již nízko od spodu dělí na dvě větve a ty se mohou dále větvit. V horní části může mít palma osm či šestnáct kmenů, k prvému rozvětvení dochází nejčastěji ve výšce 2,5 až 4 m nad zemí. Jedinec bývá průměrně vysoký okolo 10 m, ojediněle až 15 m, kmen pod rozdělením někdy dosahuje tloušťky až 40 cm. Je pokryt zbytky po opadaných listových pochvách, které se stoupajícím věkem se vyskytují blíže u sebe.
Kmen mívá na vrcholech korunu průměrně deseti až osmnácti vějířovitých listů, jež jsou velké 120×180 cm, rostou ve spirále a jsou olivově zelené až namodralé. List vyrůstá z 25 až 30 cm dlouhé a 16 až 20 cm široké, šedohnědé, po obvodě vláknité pochvy se vzhůru směřujícími ostny. Jeho řapík bývá dlouhý asi 1 m, u spodu je široký do 2 cm a po obvodě porostlý robustními, až 2 cm trojúhelníkovými ostny. Listová čepel bývá dlouhá od 1 po 2 m a od třetiny délky je rozdělená na padesát až šedesát pravidelných segmentů dlouhých 30 až 60 cm a širokých 1,5 až 4 cm, mezi segmenty visí hladká vlákna.
Květenství jsou jednopohlavná, vyrůstají z paždí listů v korunách kmenů, samčí a samičí jsou vzhledově podobná, ale každé roste na jiném stromu. V juvenilním stadiu jsou květenství vzpřímená, po odkvětu převislá a samčí usychají. Samčích květenství bývá na kmeni pět až šest, jsou dlouhá až 1,2 m a jejich vřetena dosahují délky od 30 po 60 cm. Samičích květenství je na kmeni obvykle asi pět, jsou jednoduše větvená, bývají dlouhá po 1 m, mívají vřeteno dlouhé do 30 cm a podélně otevřené listeny toulce jsou přibližně 25. cm.
Samčí květy jehnědovitého uspořádání vyrůstají ve spirále na ose ve tříčetných vijanech, ve kterých nakvétají postupně po jednom. Mají drobné zelené listeny, jejich trubkovitý kalich je tvořen třemi protáhlými, kápovitými lístky ostře zakončenými, koruna má tři obvejčité, kápovité, nepřekrývající se lístky, šest ztloustlých tyčinek s prašníky a ještě zakrnělý pestík. Samičí květy jsou větší samčích a rostou jednotlivě na krátké stopce, jejich kalich má kožovité lístky volné, trojúhelníkovitě zaoblené a střechovitě se překrývající, korunní lístky jsou podobné kališním, kulovitý semeník je třídílný (ale pouze v jediném je vajíčko), pestík má tři přisedlé blizny a v květu je dále šest patyčinek s nevyvinutými prašníky. Květy se opylují větrem.
Plod je jednosemenná peckovice proměnlivého tvaru a velikostí, bývá stopkatý či přisedlý, ve zralosti je červený až oranžový a podlouhle vejčitý či nepravidelně hruškovitý. Je průměrně dlouhý 5 až 8 cm a široký 4 až 6 cm, dozrává asi za osm měsíců po opylení. Plod na stromě dlouho přetrvává, někdy až do doby dalšího kvetení. Ve zralostí je jeho oplodí tvrdé, dřevité a mezokarp (dužina) pod ním vláknitý. Vlastní semeno s dutým středem má tvar plodu, bývá 3,5 cm dlouhé, 3 cm široké a obsahuje poživatelný, slonově bílý endosperm chutnající po perníku. Endosperm nezralých semen je měkký a v dutině má oblíbenou tekutinu. Dospělý strom vyprodukuje průměrně 1000 až 2000 plodů, což je asi 50 kg. Čerstvý zralý plod váží asi 120 gramů, suchý pouze okolo 60. Ojediněle se vyskytují i stromy oboupohlavné, jejich plody jsou však menší a semena neklíčí. Dozrávající plody požírají paviání i sloni a semena roznášejí po okolí.

## Rozmnožování
Duma thébská se rozmnožuje hlavně semeny, někdy ale vytváří kořenové odnože, které lze použít k vypěstování nového jedince. Dormance semen je velmi nepravidelná, semeno může vyklíčit za měsíc nebo za rok. Nejrychleji klíčí semena čerstvá s narušeným nebo zcela zbaveným oplodím a předem namočená po dobu tří dnů ve vodě. Prvý stonkový pupen se u nového semenáče začíná oddělovat od nově vznikajícího kořínku až v hloubce 50 cm. Proto se nedoporučuje předpěstování semenáčů a následná výsadba, ale přímý výsev semen na stanoviště. Růst semenáče je velmi pomalý, první list má tvar proužku, vějířovitý list se vytvoří těsně u země za dva až tři roky po vyklíčení, asi po osmnácti až dvaceti létech se začne vytvářet kmen, plodit může začít ve věku šesti až osmi let.

## Použití
Dřevo samčích stromů je tvrdé, houževnaté, trvanlivé a odolává termitům, kdežto ze samičích je vláknité a méně odolné vůči dřevokaznému hmyzu i termitům. Pro značnou vláknitost se dřevo dobře seká, ale špatně řeže. Používá se na sloupky a kůly, zhotovují se z něj trámy i krokve obytných domů, používá se na výrobu nábytků i také je vhodné na topení. Suché plody poskytují barvivo, které obarvuje kůži na černo.
Mimo dřeva se hojně používají i palmové listy se silnými vlákny, které poskytují surovinu používanou v košíkářství a bývají ještě mladé z dostupných palem hojně trhané. Listy se namáčejí, zvláčňují se a dělí na pruhy, jejichž šíře závisí na typu výrobku. Z těchto polotovarů se zhotovují koše, klobouky, vějíře, rohože, košťata, hrubé textilie, pytle, provázky i pevná lana, naopak z celých listů se zhotovuje střešní krytina nebo se splétají celé stěny domů. Čerstvě rašící listy se používají jako zelenina, z vrcholového pupenu kmene (někdy nazývaného srdce) se vaří zelí, z uřezaného vrcholu se často získá sladká míza pro výrobu sirupu či se nechá zkvasit na tzv. palmové víno; po uříznutí vrcholu však celý kmen odumírá. Mladé listy jsou chutným krmivem pro doma chované býložravce, často se suší jako náhradní krmivo zvířat pro období sucha, zkrmují se i samčí květenství. Suché listy jsou pro zvířata nepoživatelné, v nouzi sloužívají jako palivo na vaření. Trhaním mladých listů se však podstatně snižují přírůstky dřeva.
Duma thébská byla používanou rostlinou již ve starověkém Egyptě. Několik košů jejich plodů bylo nalezeno v thébské nekropoli na západním břehu Nilu (u dnešního Luxoru), v hrobce pocházející z období asi 1350 let př. n. l, jako výbava na cestu nebožtíka na onen svět. Tyto plody jsou vystavené ve starověké egyptské expozici Britského muzea v Londýně.

## Ohrožení
Duma thébská je sice lokálně ohrožována ztrátou stanoviště v důsledku zemědělské činnosti, ale její celkový rozsah výskytu je velmi velký, roste zhruba na 23 miliónech km² a druh je proto veden jako málo dotčený taxon (LC). Rostliny tohoto druhu byly v minulosti a jsou i nyní lidmi vysazovány kvůli jejich ekonomickému významu, který mají pro populace žijící v suchých až polopouštních regionech.